# わんぱっくコミック
『わんぱっくコミック』は、かつて徳間書店から発行されていた少年漫画雑誌。

## 概要
1985年11月に第一弾を刊行。当初は隔月刊の刊行だったが、1986年5月号から月刊化。1989年1月号で休刊。
『月刊コロコロコミック』などと同様、小学生が主対象の読者年齢層だった。『ゼルダの伝説』、『スーパーマリオブラザーズ』など当時人気のあったファミリーコンピュータ（ファミコン）ゲームを題材にした漫画が多く掲載された。任天堂やサンソフトといったソフトメーカーと直にタイアップを行い、キャラクターデザイナー自身によるコミカライズや、発売前のゲーム作品を連載の際、同時に開発スタッフのインタビューを同時掲載するなど、ゲームを軸にしたメディアミックスを本格的に行ったほぼ最初の漫画雑誌である。
ファミコン以外にも、ラジコンを扱った作品や、ラジコンの組み立てを講座形式で解説する作品も掲載されていた。後期には吉沢やすみによる『スーパーど根性ガエル』をはじめとした非ファミコン系漫画も連載された。タレントの車だん吉が執筆していた時期もある。
当初はファミコンゲームの攻略およびゲーム作品のストーリーを中心とした構成だったが、徐々にオリジナル作品が掲載されるようになり、1988年1月号より当時流行の『ビックリマン』ブームにあやかる形でカバヤ食品から発売されていた『ハリマ王の伝説』を初めとしたおまけシールを題材としたコミカライズ作品を取り入れポスト『コロコロコミック』を目指した。しかし、この方針変更は読者の多くが、ファミコン関係の漫画および記事を目当てにしていたのとは全くの逆行であり、また、また取り上げられたシールが今日では「マイナーシール」と呼ばれるほど知名度が低く、『コミックボンボン』とも違い子供への売込みを行うような玩具企業のバックボーンも無かったため、発行部数・売り上げが低迷するようになった。最終的には梃入れとして、『ど根性ガエル』を招聘しアニメ化へと進めた。しかし、当時の主要読者層と合致せず、牽引力ともならなかった。
最終的にファミコンゲーム漫画誌という形を捨てたが、他誌に移って連載が続いたのは『スーパーマリオくん』としてライバルであった『コロコロコミック』で連載が再開された『スーパーマリオブラザーズ2』および『3』（沢田ユキオ）のみだった。
脱ファミコンゲーム漫画雑誌計画のために中途半端な形となって自滅してしまった格好で休刊したが、ゲームソフトのバックボーンとなっている物語を漫画化するという手法を確立したという意味では、漫画業界的にもゲーム業界的にも一定の歴史的意義があった存在と言える。
また、結果的に雑誌としての寿命を縮める事になった「マイナーシール」であったが、同誌以外では取り上げられなかったシリーズもあり、それらを特集したムック本等は収集家や研究者とって資料的価値が高く、希少性もあり古書市場では高額で取引されている。

## 主な掲載作品

### ゲームコミカライズ作品
- ゼルダの伝説（乱丸）
- リンクの冒険（乱丸）
- スーパーマリオブラザーズ2（沢田ユキオ）
- ディープダンジョン外伝（みなづき由宇）
- レイラ（みなづき由宇）
- 謎の村雨城（やまと虹一）
- リップルアイランド（もりけん）
- マドゥーラの翼（もりけん）
- メルヘンヴェール（もりけん）
- 高機動戦闘メカ ヴォルガードII（たまだとしみつ）
- 夢幻戦士ヴァリス（こばやし将）
- デットゾーン（こばやし将）
- バナナランド（すずおやすき）
- ポケットザウルス 十王剣の謎（すずおやすき）
- 東海道五十三次（魚戸おさむ）
- たけしの挑戦状（高倉マサオ）
- リフレクトワールド（愛沢ひろし）
- ガーディック外伝（愛沢ひろし）
- ナポレオン戦記（愛沢ひろし）
- 新ミラクルロピット（こんどう修）
- 熱血硬派くにおくん（夏川まこと）
- 必勝テクニック完ペキ版（みなづき由宇、乱丸、こばやし将他）

### オリジナル作品
- ファミ魂ウルフ（かたおか徹治）
- 無茶の猫丸（田森庸介）
- スーパーど根性ガエル（吉沢やすみ）
- どろろキョンちゃん（ぜんきよし）
- ブキミくん（リッキー谷内）
- ビンボーくん（ふくいかんじ）
- 激めん太郎（しごと大介）
- ファミコン突撃隊（しごと大介、読者コーナー的内容も包んだ作品）
- わんコミ突撃隊（ふくいかんじ、上記ファミコン突撃隊のリニューアル）
- ヤマブキ（寺川枝里子）
- ハナミズおじさん（タジサン）
- ストライク!陽（もりけん）
- ロボット平次（もりけん）
- 風の民リューバ（作画：相原和典・原作：広井王子）
- チェンジャー研（かたおか徹治）

### シール関連作品
- ハリマ王の伝説（作画: 水越かりん・原作: 甲谷勝）
- 封印剣ザニマ（作画: 愛沢ひろし・原作: 吉沢兆二）
- 対決戦国時代（高梨鉄平）

### ラジコン関連作品
- RCチャレンジャー（しごと大介）
- ラジコン風雲録（作画:しまざき真二・原作:平宏）
- ラジコン入門講座（リッキー谷内）